# Día Internacional de la Preparación ante las Epidemias
El Día Internacional de la Preparación ante las Epidemias es una jornada que se celebra cada 27 de diciembre desde 2020, proclamada por la Asamblea General de las Naciones Unidas en ese mismo año.

## Proclamación
El Día Internacional de la Preparación ante las Epidemias fue proclamado por la Asamblea General de las Naciones Unidas el 7 de diciembre de 2020. Esta iniciativa fue promovida por Vietnam, en colaboración con otros Estados miembros, con el objetivo de fortalecer la prevención, preparación y respuesta ante futuras epidemias. La proclamación subraya la necesidad de sistemas de salud robustos y resilientes, la cooperación internacional y el enfoque integral Una Salud, concepto integrador que reconoce la interconexión entre la salud humana, animal y ambiental.

## Celebración
Este día se celebra cada 27 de diciembre. La primera celebración oficial tuvo lugar en 2020. Durante esta jornada, se realizan actividades para concienciar al público sobre la importancia de la prevención y preparación ante epidemias, promover la cooperación internacional y compartir mejores prácticas en la gestión de crisis sanitarias. La Organización Mundial de la Salud (OMS) colabora estrechamente con los gobiernos para apoyar los esfuerzos en la construcción de sistemas de preparación y respuesta ante emergencias y epidemias. Estas iniciativas forman parte de un enfoque más amplio para avanzar en la cobertura sanitaria universal y fortalecer los sistemas de atención primaria, cruciales para una respuesta efectiva ante futuras crisis.

## Temas
- 2020: Primera celebración[3]
- 2021: COVID-19 no será la última pandemia a la que deba enfrentarse la humanidad[5]
- 2022: Vendrán más y hay que invertir para frenarlas[6]
- 2023: Act on the lessons of COVID-19,[7] ('Actuar sobre las lecciones de la COVID-19')